# MTVA
Médiaszolgáltatás-támogató és Vagyonkezelő Alap (en català: «Suport al Servei de Premsa i Fons de Gestió d'Actius»), coneguda per les seves sigles MTVA, és l'empresa estatal que agrupa tots els mitjans de comunicació públics (ràdio, televisió i internet) d'Hongria. Va ser fundada en 2011 i està formada per Magyar Rádió, Magyar Televízió, Duna Televízió i l'agència de notícies Magyar Távirati Iroda.
És membre de la Unió Europea de Radiodifusió.

## Història
En 2011, el govern de Viktor Orbán va unificar la gestió de totes les companyies públiques de mitjans de comunicació, que fins llavors funcionaven per separat, en una sola empresa estatal. La mesura afectava als dos grups de televisió pública (Duna Televízió i Magyar Televízió), la ràdio pública (Magyar Rádió) i l'agència de notícies (Magyar Távirati Iroda). Encara que tots ells van mantenir la seva marca, van passar a funcionar sota la mateixa organització i amb una imatge corporativa unificada.
En 2015, els canals de ràdip i televisió van ser transferits a una nova empresa sense ànim de lucre, Duna Médiaszolgáltató, i es van fer canvis en l'oferta: el canal Duna es convertiria en la televisió generalista de referència, mentre que el primer canal de Magyar Televízió, el més antic d'Hongria, va assumir una programació d'informació contínua.

## Serveis

### Ràdio
El servei de radiodifusió nacional funciona sota la marca Magyar Rádió, que gestiona les següents emissores:
- Kossuth Rádió: primera emissora de ràdio d'Hongria, va començar les seves emissions l'1 de desembre de 1925. La seva programació és generalista. Deu el seu nom al revolucionari Lajos Kossuth.
- Petőfi Rádió: ràdio musical fundada en 1932, actualment dirigida al públic jove. El seu nom fa referència al poeta Sándor Petőfi.
- Bartók Rádió: emissora de música clàssica. Va començar a emetre en 1960. Es diu així en honor al compositor Béla Bartók.
- Dankó Rádió: creada en 2012, la seva programació està especialitzada en música hongaresa i folk. Deu el seu nom al músic Pista Dankó.
- Nemzetiségi adások: servei públic dirigit a les minories ètniques del país, es va llançar en 2007.
- Parlamenti adások: servei que retransmet les sessions de l'Assemblea Nacional d'Hongria. Disponible únicament en internet.
- Duna World Rádió: emissora internacional. Disponible únicament en internet.

### Televisió
MTVA gestiona els següents canals de televisió, fruit de la unió entre Magyar Televízió (servei estatal creat en 1953) i Duna Televízió (fundada en 1992):
- Duna: televisió generalista. Va ser creada el 24 de desembre de 1992 com un servei per a la comunitat hongaresa a l'estranger, amb gestió independent de la televisió estatal.
- Duna World: canal internacional per a la diàspora hongaresa, creat en 2012.
- M1: primer canal de televisió a Hongria que va començar a emetre el 15 de desembre de 1953. Des de 2015 és un canal informatiu.
- M2: televisió especialitzada en programació infantil i juvenil. La franja nocturna rep el nom de M2 Petőfi.
- M4 Sport: televisió especialitzada en esport.
- M5: canal amb programació educativa i artística.

La marca M3 està reservada al servei sota demanda de l'arxiu històric de la televisió hongaresa. Actualment només està disponible en internet.

### Agència de notícies
- Magyar Távirati Iroda (en català, «Oficina Telegràfica d'Hongria») és la principal agència d'informació d'Hongria, fundada l'1 de març de 1880.